# 威爾明頓島 (喬治亞州)
威爾明頓島（英語：Wilmington Island）是位於美國喬治亞州查塔姆縣的一個人口普查指定地區。

## 地理
威爾明頓島的座標為32°00′12″N 80°58′31″W / 32.00333°N 80.97528°W，而該地最高點為海拔高度3米（即10英尺）。

## 人口
根據2010年美國人口普查的數據，威爾明頓島的面積為27.70平方千米，當中陸地面積為21.20平方千米，而水域面積為3.50平方千米。當地共有人口15138人，而人口密度為每平方千米546人。